# Michnewo (Moskau, Stupino)
Michnewo (russisch Михнево) ist eine Siedlung städtischen Typs in der Oblast Moskau (Russland) mit 11.267 Einwohnern (Stand 14. Oktober 2010).

## Geographie
Die Siedlung liegt etwa 75 km Luftlinie südsüdöstlich des Zentrums der russischen Hauptstadt – zugleich des Oblastverwaltungszentrums – Moskau, am Oberlauf der Kaschirka, eines linken Nebenflusses der Oka.
Michnewo gehört zum Rajon Stupino und ist von dessen Verwaltungszentrum Stupino etwa 25 km in nördlicher Richtung entfernt. Die Siedlung bildet eine gleichnamige Stadtgemeinde (gorodskoje posselenije).

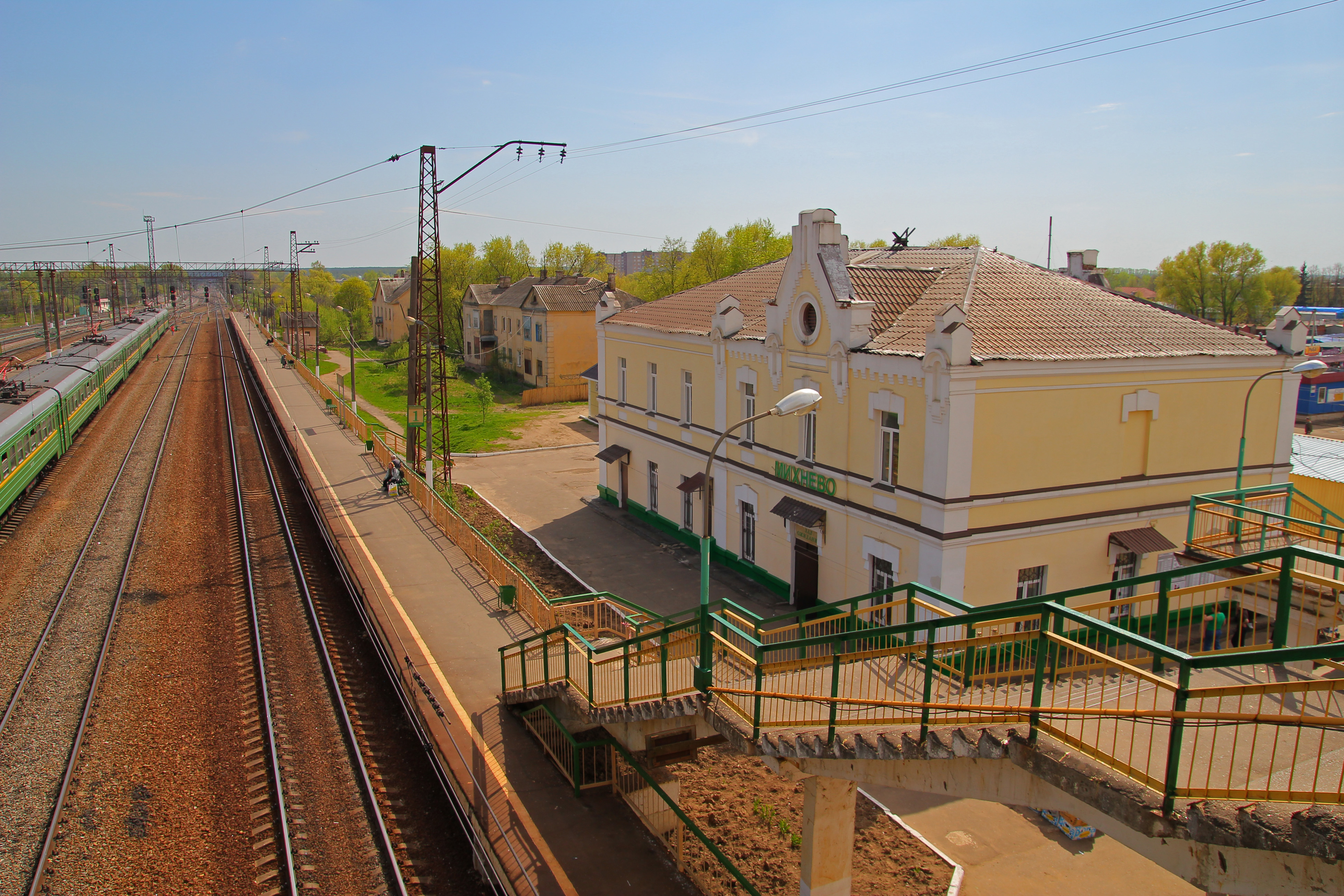
Bahnhof Michnewo
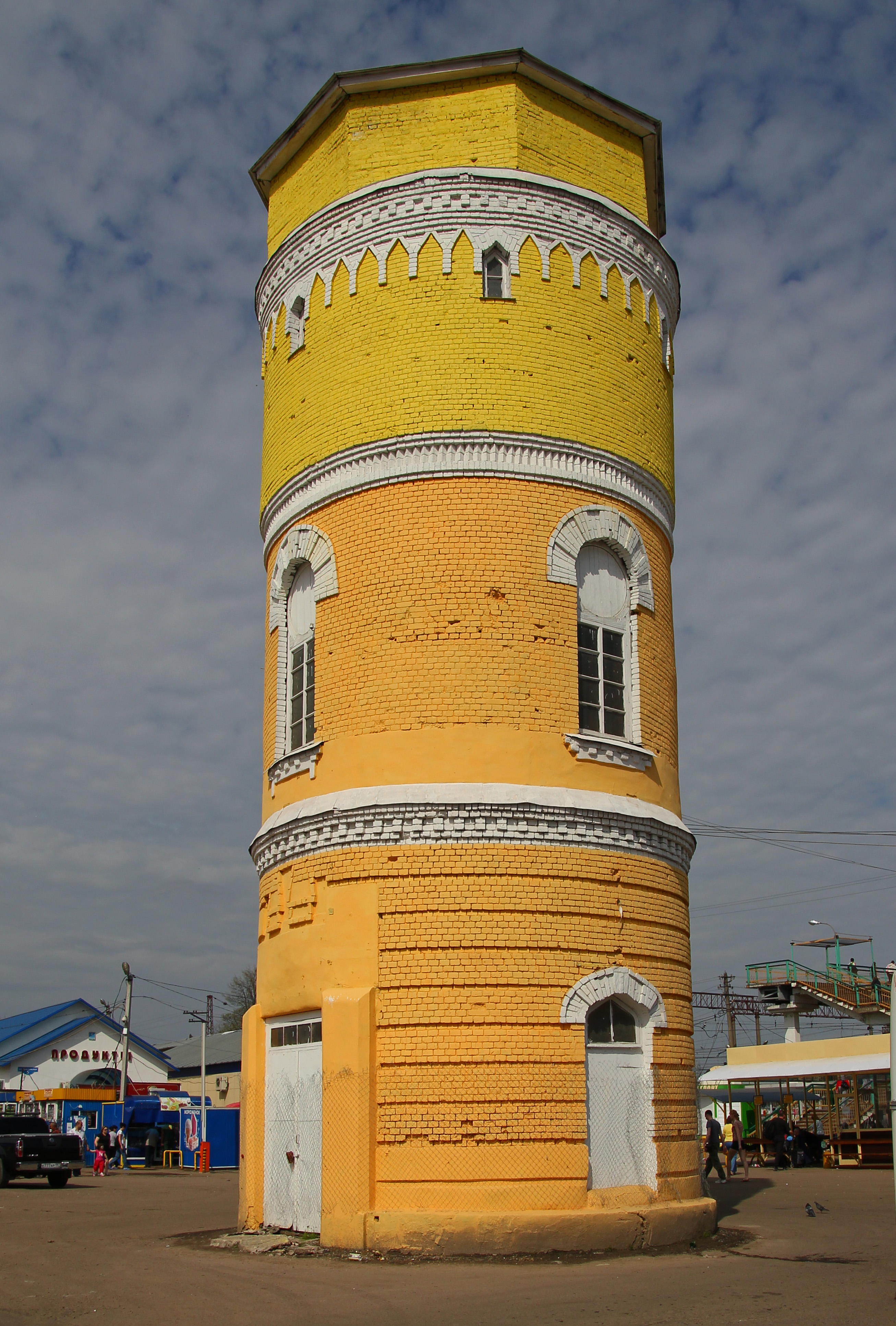
Wasserturm am Bahnhof Michnewo

## Geschichte
Der Ort wurde erstmals 1572 im Zusammenhang mit einer Adelsfamilie Michnew genannt, die aus der fünf Kilometer entfernten Dorf Astafjewo stammte und die mit der Zeit auch weitere umliegende Dörfer, wie Jekimatowo, Mjasnoje und Sidorowo erwarb. 1722 wurde auf Anweisung Peters I. eine staatliche Fabrik zur Herstellung von Zeltbahnen für die russische Armee errichtet. Später wurde die Fabrik in eine Weberei umgestaltet.
Ende des 19. Jahrhunderts wurde die Eisenbahnstrecke Moskau – Pawelez der Rjasan-Uralsker Eisenbahn vorbeigeführt, und am Bahnhof entstand etwas abseits des ursprünglichen Dorfes eine gleichnamige Stationssiedlung. 1957 erhielt die Siedlung bei der Bahnstation Michnewo unter diesem Namen den Status einer Siedlung städtischen Typs. 2001 wurden Jekimatowo und das zuvor eigenständige ursprüngliche Dorf Michnewo eingemeindet, 2004 Astafjewo.

### Bevölkerungsentwicklung
| Jahr | Einwohner |
| ---- | --------- |
| 1939 | 2.334     |
| 1959 | 5.123     |
| 1970 | 8.865     |
| 1979 | 8.944     |
| 1989 | 9.192     |
| 2002 | 10.831    |
| 2010 | 11.267    |

Anmerkung: Volkszählungsdaten

## Sehenswürdigkeiten
In Michnewo steht die Christi-Verklärungs-Kirche mit Refektorium und Glockenturm, errichtet 1874.

## Söhne und Töchter des Ortes
- Wjatscheslaw Lycho (* 1967), Kugelstoßer

## Wirtschaft und Infrastruktur
In Michnewo gibt es Betriebe des Gerätebaus, der Bau- und der Forstwirtschaft sowie der holzverarbeitenden Industrie. Seit 1957 befindet sich im Ort die Moskauer Filiale des (heutigen) Allrussischen Wawilow-Institutes für Pflanzenzucht.
Durch den Ort führt die 1900 eröffnete und 1954 elektrifizierte Eisenbahnstrecke Moskau – Pawelez (Streckenkilometer 74 ab Moskau Pawelezer Bahnhof). Diese wird dort vom vorwiegend für den Güterverkehr genutzten „Großen Moskauer Eisenbahnring“ gekreuzt (Streckenkilometer 322 der westlichen Umfahrung Moskaus ab Alexandrow), der auf diesem Abschnitt 1943 fertiggestellt und 1967 elektrifiziert wurde. Westlich an Michnewo für die Fernstraße M4 von Moskau über Woronesch und Rostow am Don zur Schwarzmeerküste vorbei.